# Здание театра А. С. Суворина
Здание театра А. С. Суворина (Апраксинского театра) — памятник архитектуры. Расположен в Центральном районе Санкт-Петербурга, современный адрес — набережная реки Фонтанки, дом 65.

## История

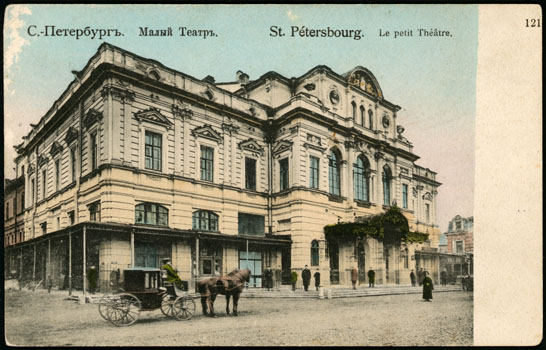
Здание театра на дореволюционной открытке

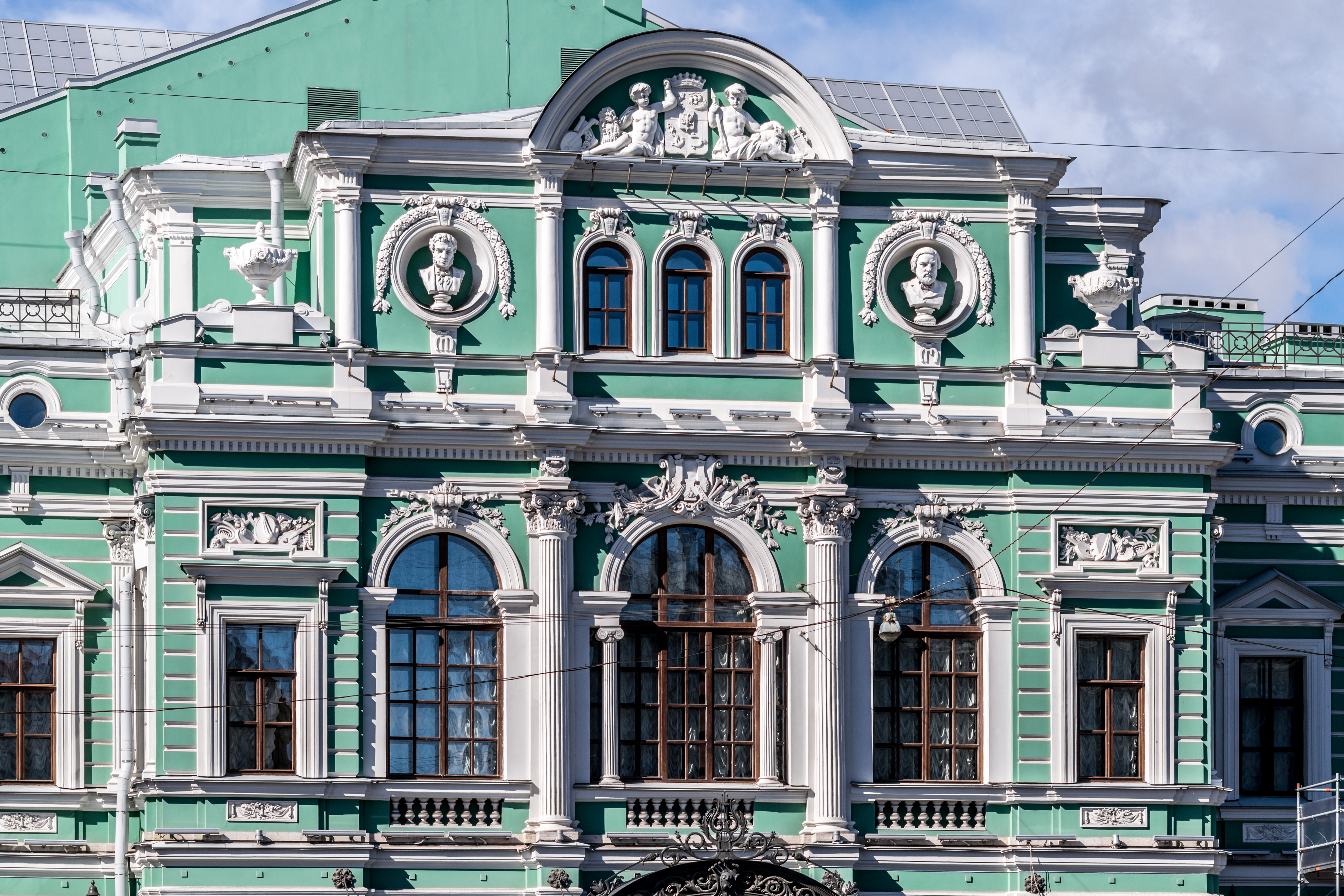
Детали фасада, 2015 год

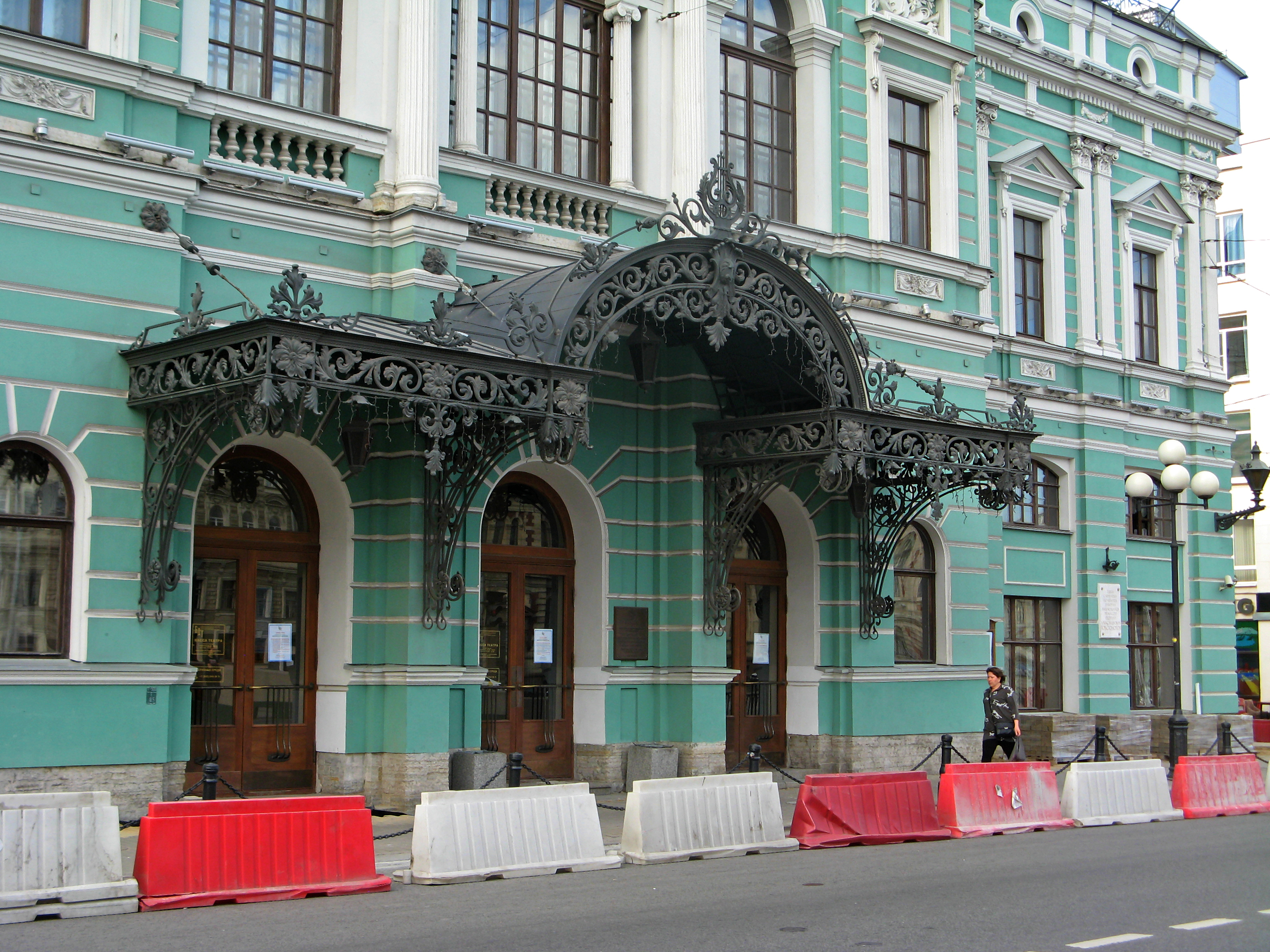
Детали фасада, 2020 год

Здание было встроено в торговые ряды Апраксина рынка — часть первого этажа занимали лавки и конторы, в боковых фасадах располагались квартиры служащих, а в торце со стороны рынка был расположен трактир. Цель его постройки изначально была коммерческой, а финансирование частным: граф А. С. Апраксин получил разрешение на строительство театра «для собственного пользования» в 1874 году, проект и строительство осуществил в 1876—1878 году Л. Фонтана, который ещё в процессе строительства взял здание в аренду. Уже в 1879 году Дирекция императорских театров подписала с Фонтана контракт на право пользования театром в течение 10 лет и назвала его Императорским Малым театром.
В 1882 году Дирекция потеряла свою театральную монополию, и контракт был расторгнут. После смены нескольких арендаторов с сентября 1895 года здание занял литературно-артистический кружок Суворина, и сам А. С. Суворин стал фактическим владельцем театра.
В августе 1901 года в театре случился пожар, уничтоживший его практически полностью: на фотографиях, сделанных после пожара, видны лишь кирпичная основа здания и части металлических конструкций, торчащие из сгоревшей сцены. Ремонт театра длился больше года. Восстановлением занимался архитектор А. К. Гаммерштедт, интерьеры расписывал Анджело Гуджиари, а занавес — декоратор Вагнер.
После революции здание театра было национализировано, и с 1920 года помещение получил Большой драматический театр.
23 февраля 1942 года в здание попало 4 снаряда.

## Внешний вид
Лицевой фасад здания парадный, строго симметричный, фасады со стороны рынка решены утилитарно. На главном фасаде выделяется расположенный по центру ризалит, внутри которого на первом этаже находится вестибюль, а на втором изначально находился балкон, а потом — фойе; этот ризалит завершён аттиковым этажом, обрамлённым вазами. Высокий цоколь здания рустован, над ним сделан этаж с коринфскими пилястрами на боковых крыльях и коринфскими же колоннами, обрамляющими арочное окно с архивольтом по центру; архивольт опирается на колонны ионического ордера (что перекликается с видом венецианской библиотеки святого Марка). Украшения второго и аттикового этажей сложнее украшения первого, что создаёт контраст и впечатление несобранности композиции.

## Интерьеры

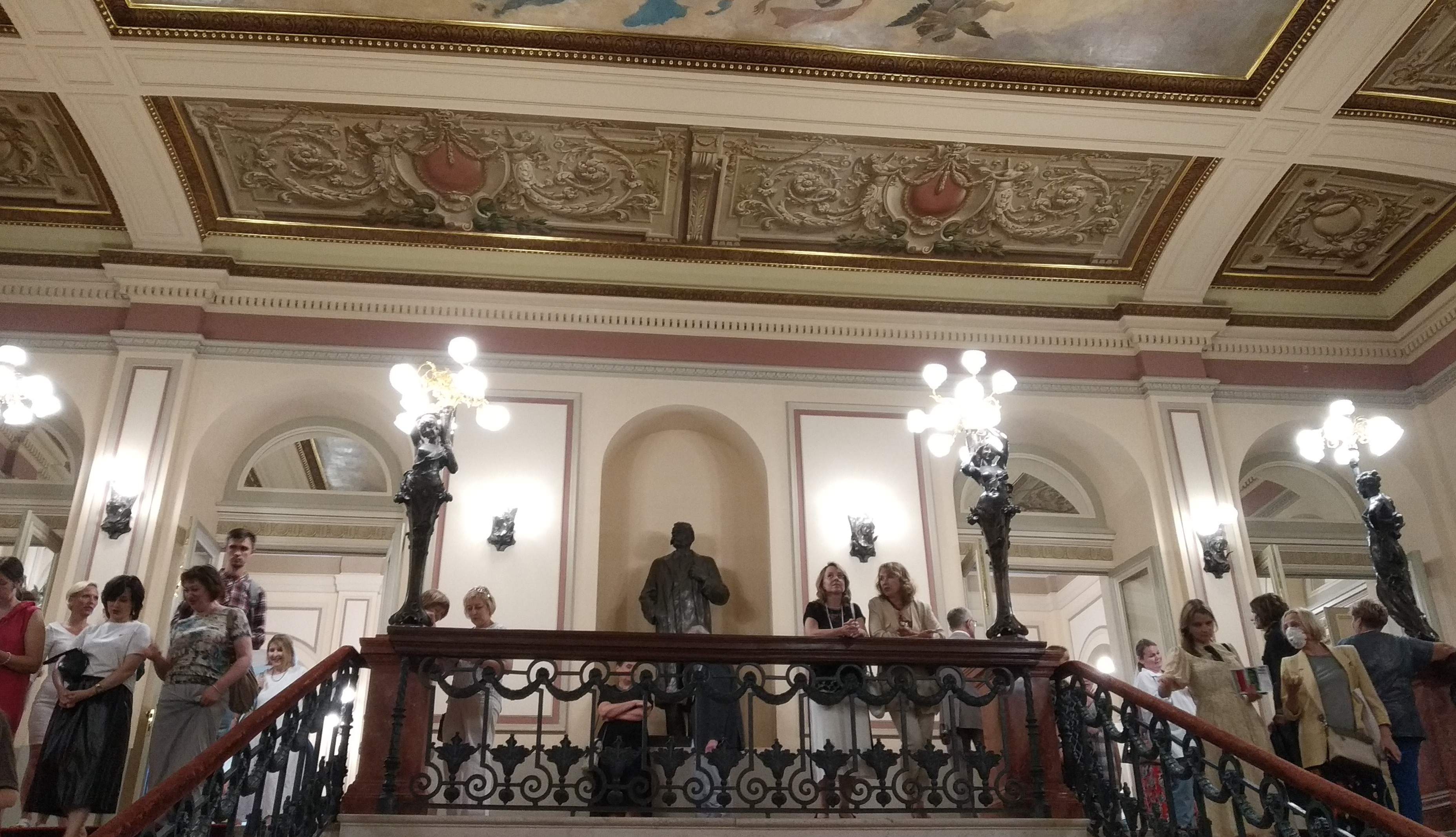
Парадная лестница

В интерьере стилизованы отдельные черты итальянского Возрождения и рококо; отделка праздничная, успешна функциональная структура помещений. Из вестибюля в фойе ведёт двухмаршевая лестница из белого мрамора, на верхней площадке украшенная бронзовыми статуями с восьмирожковыми светильниками в форме тюльпанов, на обрамлённом кессонами с лепным орнаментом плафоне изображён Аполлон Мусагет на колеснице, мчащейся среди облаков, амуров и цветов. Стены фойе обработаны аркадами с дверьми и зеркалами, кессоны, украшенные орнаментом, поддерживают путти с цветочными гирляндами, стоящие на раскрепованном карнизе пилястр-лопаток.
В зрительном зале сделаны четыре яруса, в трёх из которых сделаны ложи, в четвёртом ярусе и по центру первых трёх — галереи-балконы, и партер. Барьеры лож украшены барельефами, портальные ложи были первоначально сделаны для Дирекции и для Апраксина. Плафон зала расписан балюстрадой и сходящимися к люстре стелами.

## Реставрация
С 2011 по 2014 год здание театра было закрыто на реставрацию, которая обошлась в 7 миллиардов рублей. Торжественное открытие отреставрированного театра состоялось 26 сентября 2014 года. На основной сцене появился новый занавес, выполненный по эскизу главного художника БДТ Э. С. Кочергина, где на основе изображения, выполненного в 1929 году В. А. Щуко, воссоздана эмблема театра. Были отреставрированы живописный плафон в зрительном зале, созданный по эскизам Анжело Гуджиари, и панно «Торжество Аполлона» над центральной лестницей в Греческом фойе. Также были раскрыты окна, заложенные в советское время, отреставрированы обнаруженный в ходе ремонта камин и историческая напольная плитка, найденная под наслоениями линолеума и ковролина; воссоздана лепнина, найденная при демонтаже сгнивших деревянных перекрытий, отреставрированы деревянные двери.
В 2018 году стало известно, что при реставрации здания театра были допущены значительные технические нарушения; в стенах обнаружились трещины, а в подвалах — протечки, плесень и грибок, в связи с чем было возбуждено несколько уголовных дел, в том числе дело о хищении бюджетных средств, выделенных на реставрацию в 2011—2014 годах. Зданию понадобился новый ремонт, который планировалась завершить до 1 июля 2020 года. Однако на практике ремонтные работы так и не были завершены, и театр вновь закрылся на реконструкцию в 2021 году — с апреля до конца года.